# Каспийский бычок-головач
Каспийский бычок-головач (лат. Ponticola gorlap) — вид лучепёрых рыб из семейства бычковых. Инвазивный вид.

## Описание
Тело веретенообразное. Длина тела может достигать до 32,6 см, но средняя длина — 12 см.

## Ареал и местообитание
Ponticola gorlap — донная рыба, обитающая в бассейне Каспийского моря. Вид широко распространён в нижних частях многих рек Ирана, а также встречается в Азербайджане и Туркменистане. В России встречался в нижней части Волги до Астрахани до 1977 года, но затем распространился вверх по течению. В 2000 году был обнаружен в Иваньковском и Рыбинском водохранилищах. В 1972 году вид проник в Дон через Волго-Донской канал.

## Биология
Обитает в прибрежной зоне эстуариев, в лагунах, озёрах с солоноватой или пресной водой, крупных реках и гаванях. Предпочитает каменистое или плотное песчаное дно с растительностью. Большинство самок мечут икру в первый раз в возрасте 1 года, самцы становятся половозрелыми в возрасте 2 лет. Нерест проходит в апреле-мае, реже может продолжаться до июля. Клейкие икринки откладываются на камни, ракушки и водные растения, самцы охраняют икру после вылупления. Питается в основном мелкой рыбой, а также разнообразными беспозвоночными..